# Jassie
 (avril 2019).
Si vous disposez d'ouvrages ou d'articles de référence ou si vous connaissez des sites web de qualité traitant du thème abordé ici, merci de compléter l'article en donnant les références utiles à sa vérifiabilité et en les liant à la section « Notes et références ».
Jassie, nom de scène de Stephine Ehninger, née le 5 septembre 1982 à Las Vegas (Nevada, États-Unis), est une modèle de charme et une actrice pornographique américaine.

## Biographie

### Jeunesse
Jassie est moitié européenne et moitié japonaise par sa mère.
Son père, Charlie M. Ehninger III, était un vétéran de la guerre du Viêt Nam qui a servi dans l'Air Force. Sa mère Yoko est d'origine japonaise. Jassie a une sœur qui s'appelle Cathrine Harris. En 1998, son père décède. Jassie passe toute son enfance à Las Vegas. En 2000, elle passe son bac au Basic High School de Henderson. Puis elle commence des études en droit pénal à l'université. Alors que Jassie travaillait dans un magasin de meubles pour payer ses études, son petit ami lui suggère de devenir modèle photo.

### Début
En 2001, Jassie part pour la Californie à l'âge de dix-neuf dans le but de devenir pornstar. Jassie commence à poser pour des photos érotiques. Elle est créditée sous plusieurs pseudos différents comme Jassie James, Jessica, Trista chez Als Scan et FTV Girls, ou Carrie.
Avec son physique juvénile, elle apparaît dans plusieurs magazines tels que Barely Legal, Tight, Hawk, et Finally Legal. Jassie a également joué dans la série de vidéos Barely Legal et plusieurs autres longs métrages consacrés à la catégorie des filles de 18 ans.
À ses débuts, Jassie participe uniquement à des scènes lesbiennes. Jassie avouera dans une interview qu'elle est bisexuelle, mais qu'elle a une préférence pour les hommes. Les scènes hétérosexuelles qu'elle tourne à ses débuts sont jouées avec son petit ami. Car Jassie n'est pas venue seule en Californie, elle a amené son petit ami qui est aussi entré en même temps qu'elle, dans l'industrie du porno sous le pseudo de Randy Redwood, ou encore Strider. Randy a été le seul partenaire masculin avec qui Jassie a tourné à ses débuts.
En 2002, dès le début de sa carrière, Jassie était tellement impressionnante qu'elle a signé un contrat exclusif avec Sin City, moins d'un an après son entrée dans l'industrie des films pour adultes. Bien que Jassie a choisi la scène pro-amateur, avec des films pour Ed Powers, elle a étendu ses horizons depuis qu'elle a rejoint Sin City.

### La consécration
Le magazine Penthouse a choisi Jassie, en septembre 2002, comme sa Penthouse Pets du mois en tant que Jassie Lewis.
En 2003, Jassie se marie avec son petit ami, Randy Redwood, avec qui elle vit toujours de nos jours à San Clemente.
En 2004, Jassie est dans la distribution de Squealer, ce qui est son meilleur film. Jassie tourne à cette occasion avec Audrey Hollander, Felix Vicious, Kimberly Kane et Smokie Flame; sous la direction de Jack the Zipper. Squealer est un porno SM malsain tourné comme un film d'horreur dans le style de SAW.
Squealer sera récompensé deux fois par l'académie des AVN Awards.
Dès 2008, la cadence de ses films ralentit. En 2010, après une décennie d'activité, et plusieurs centaines de films, Jassie semble avoir tourné la page de l'industrie du film pour adulte.

## Récompense
- Penthouse Pet du mois en septembre 2002
- 2006 AVN Awards – Meilleure scène de sexe orale, pour le film Squealer (catégorie vidéo)
- 2006 AVN Awards - Meilleure scène de sexe en groupe, pour le film Squealer (catégorie vidéo)[2]

## Filmographie
- 2010 Bondage from the Attic

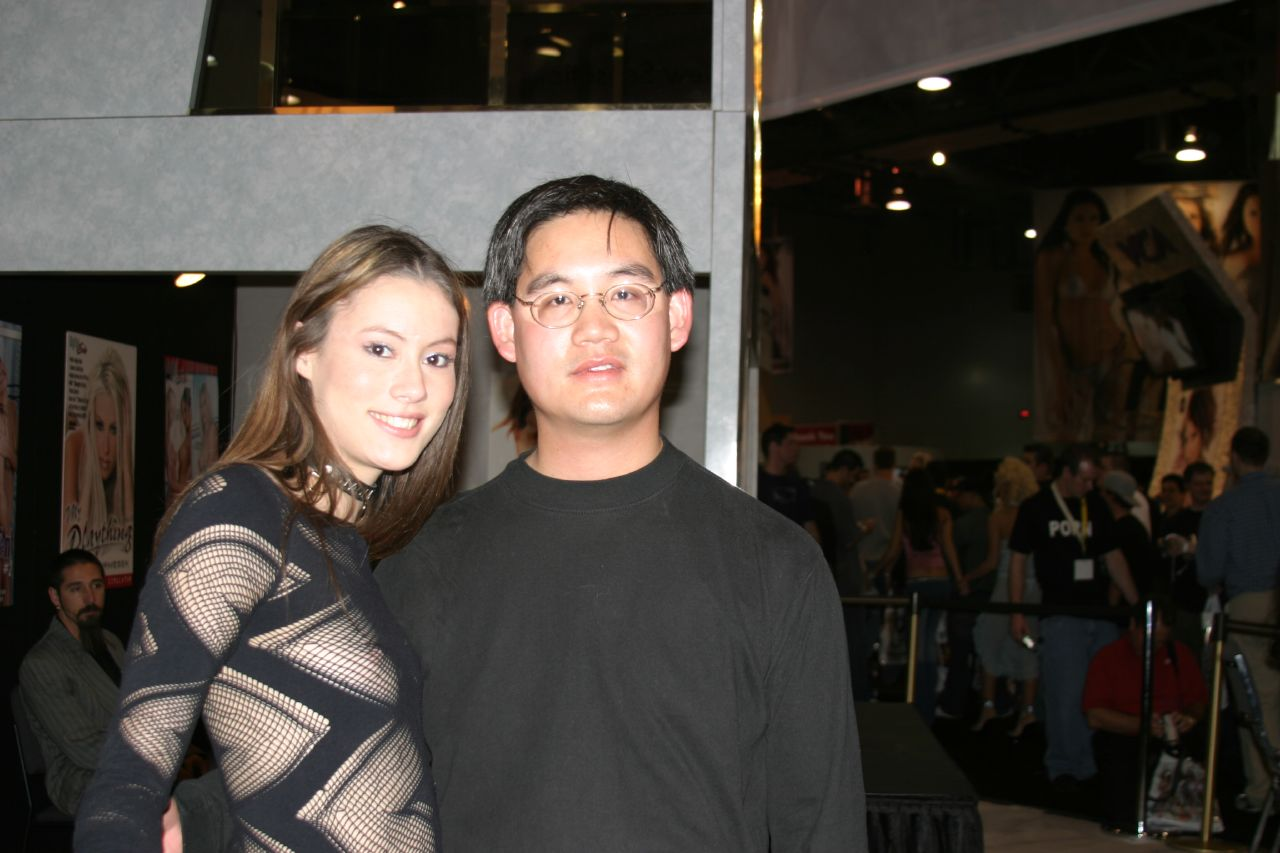
Jassie à l'expo AVN 2004 avec un fan.

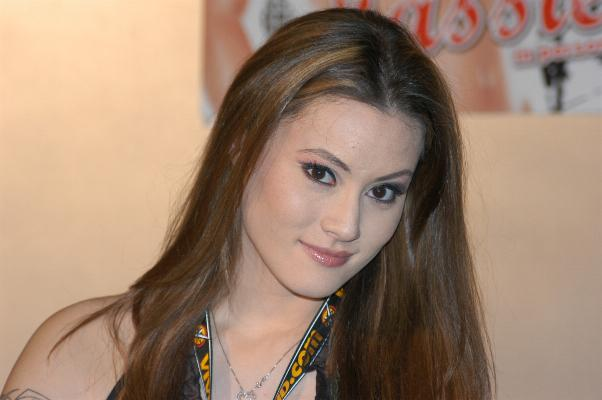
Jassie au AVN 2005.

- 2009 Busty Cops: Protect and Serve!
- 2009 Sexually Insatiable
- 2007-2008 Co-Ed Confidential
- 2008 Sophia Illustrated
- 2008 Kick Ass Chicks 50: Nerdy Girls
- 2008 Blown Away
- 2008 Hot Showers 16
- 2007 Super Ninja Bikini Babes
- 2007 Bellezza Video: Volume 4
- 2007 Hot Imports 2
- 2007 3 Blowin' Me
- 2007 House of Ass 7
- 2007 Totally Mary
- 2007 Slave to Sin
- 2007 'A' Cuppers
- 2007 Sin City Diaries
- 2007 Stimula
- 2007 P.O.V. 16
- 2007 Dirty Pretty Lies
- 2007 Old Geezers, Young Teasers
- 2006 Bless Their Little Holes
- 2006 Under the Age of... 3
- 2006 Mean Girls' Tickle Torment
- 2006 Sacred Sin
- 2006 Stripped Bare for Bondage!
- 2005-2006 Sex Games Vegas
- 2006 Naked Players
- 2006 Erotic Secrets
- 2006 Finger Licking Good 3
- 2006 I Wanna Get Face Fucked 2
- 2006 Scandalous
- 2006 Silent Night
- 2006 Be My Bitch 2
- 2006 Playgirl: Illicit Affairs
- 2006 Housewife 1 on 1
- 2006 The Catalyst
- 2006 Playgirl: Playing Dirty
- 2006 Carnal Cravings
- 2006 Soloerotica 8
- 2006 Yours Truly
- 2006 Fast Times at Naughty America University 2
- 2006 Cream My Crack 3
- 2006 Sexual Retreat 2
- 2005 Anal Xcess
- 2005 Bikini Round-Up
- 2005 The Perfect Secretary
- 2005 The Villa
- 2005 The Super Divas Diary
- 2005 The Stuntgirl 2
- 2005 Teenage Perverts
- 2005 Cum Craving Teens
- 2005 World Class Euro Twat
- 2005 Justine's Red Letters
- 2005 Nightmare 3
- 2005 Ass Pumpers
- 2005 Cherry Lickers 2
- 2005 What Are Friends For?
- 2005 Cherry Lickers
- 2005 Trailer Trout 3
- 2005 Pick-Up Girls
- 2005 Women Seeking Women 18
- 2005 Bikini Chain Gang
- 2005 Hit It & Quit It
- 2005 Home Schooled 3
- 2005 Blow
- 2005 Creme Brulee
- 2005 Girl Play
- 2005 Dirty Girlz 4
- 2005 Survival Sluts
- 2005 Ass Up, Face Down
- 2005 Baby Face 1
- 2005 Soloerotica 6
- 2005 Porn Star Station 2
- 2004 P.O.V. Pin-Ups 3
- 2004 Young Hot and Horny Girls 2
- 2004 Rub the Muff 9
- 2004 Pop 2
- 2004 Cloud 9 Girls 1
- 2004 Total Babe 3: Attention Whores
- 2004 North Pole #53
- 2004 Squealer
- 2004 Stocking Stuffers
- 2004 Barefoot Confidential 33
- 2004 I Touch Myself 2
- 2004 Cloud 9 Girls 2
- 2004 Jack's Playground 15
- 2004 Virtual Pleasure Ranch
- 2004 I Touch Myself
- 2004 Pink Faktor 6
- 2004 I Touch Myself 3
- 2004 House Party 2: The After Party
- 2004 Defiled in Style
- 2004 Blow Me Sandwich 5
- 2004 Innocence Little Secrets
- 2004 Hand Job Hunnies 5
- 2004 Young Girls' Fantasies 5
- 2004 Tight & Tuned 2
- 2004 Cumstains 5
- 2004 The Story of J
- 2004 Wild on X 2 2004 Specs Appeal 20
- 2004 Little Titties Tight Holes
- 2004 Erotic Stories 2: Lovers & Cheaters
- 2004 Wild Cherries 3
- 2004 Playgirl: Private Pleasures
- 2004 Teen Sensations 10: Little MISSchievous
- 2004 Can You Be a Pornstar? 5 & 6
- 2004 Dayton's Sexual Confusion
- 2004 Real XXX Letters 9
- 2004 Teen Power! 10
- 2004 Every Man's Fantasy
- 2004 Here Cum the Brides 2
- 2004 Dark Haired Divas
- 2004 Pussy Party 4
- 2004 Fine Ass Babes 2
- 2004 Cum Catchers
- 2004 Legal Tender 3
- 2004 The Adventures of Be the Mask 1
- 2004 3 Pete
- 2003 Generation XXX
- 2003 Not a Romance
- 2003 Pussy Foot'n 7
- 2003 Illumination
- 2003 18 & Ready to Lick & Stick Lezbos
- 2003 College Cunts
- 2003 Search and Destroy 2
- 2003 Sexhibition 9
- 2003 Sodomania 42: The Juice Is Loose
- 2003 Pussyman's Teenland 5: Sexual Discovery
- 2003 Real XXX Letters 6
- 2003 18 and Ready to Fuck 2
- 2003 Ring Sluts
- 2003 Fem: Diva
- 2003 Good Girls Doing Bad Things 4
- 2003 Fresh Young Meat 8
- 2003 Nurse Teanna
- 2002 Liars Club
- 2002 Quiver
- 2002 ALS Video #34: Trista Photoshoot
- 2002 Please Cum Inside Me 8
- 2001 Naked Pictures
- 2001 Internally Yours
- 2001 Pets
- 2001 Cumback Pussy 44
- 2001 Real Naturals 8
- 2001 Barely Legal 12
- 2001 Up and Cummers 93
- 2001 Hell House
- 2001 Slumber Party 17
- 2001 Flash
- 2001 Cockless 8
- 2001 Evolution